# For Love's Sake
For Love's Sake (en japonés: 愛と誠, Ai to Makoto?) es una película japonesa de 2012 dirigida por Takashi Miike, y basada el manga del mismo nombre escrito por Ikki Kajiwara e ilustrado por Takumi Nagayasu. Se estrenó en el Festival de Cine de Cannes el 21 de mayo de 2012, donde se presentó fuera de concurso. 
La película cuenta con números musicales de canciones pop japonesas de la década de los años 70.

## Argumento
La película comienza con un breve prólogo animado ambientado en 1961 en el que Ai Saotome, la hija de una respetada familia de Tokio, está esquiando por una colina nevada y choca contra el joven Makoto Taiga.

Once años después en Tokio, Ai, que ahora es una estudiante en el último año de secundaria, presencia un enfrentamiento entre lo que parece ser dos bandas rivales. Un chico con una cicatriz en la frente, derrota sin ayuda de nadie a una banda de matones locales. El chico en cuestión es Makoto, el niño con el que chocó cuando era una niña y a quien le provocó una gran cicatriz en la frente, que le desfiguraría el rostro.
La policía llega inmediatamente y reconoce a Ai como la hija de una importante familia, mientras que arresta a todos los chicos, incluido Makoto, que será enviado a un reformatorio.

Ai, sintiéndose de alguna manera responsable por el comportamiento gamberro de Makoto, decide que quiere ayudarlo y devolverlo al camino correcto. Para ello convence a su padre para que lo ayude.

Makoto está a punto de ser atacado por una pandilla a su llegada al reformatorio cuando, se le informa de que la familia Saotame ha dispuesto su liberación y traslado a la prestigiosa escuela preparatoria Aobadai, donde Ai es una estudiante popular que está en lo más alto de su clase en lo académico y en lo deportivo.
Sin embargo, incluso allí, Makoto nunca pierde la oportunidad de meterse en problemas. La escuela decide entonces transferirlo a otro instituto, la escuela de oficios Hanazono, donde el joven inmediatamente se enfrenta a la pandilla de la escuela. Ai, decidida a hacer cualquier cosa para ayudar al joven, también se traslada a su escuela.

## Reparto
| Actor              | Papel                |
| ------------------ | -------------------- |
| Satoshi Tsumabuki  | Makoto Taiga         |
| Emi Takei          | Ai Saotome           |
| Takumi Saitō       | Hiroshi Iwashimizu   |
| Ito Ohno           | Yuki Takahara        |
| Masachika Ichimura | Shogo Saotome        |
| Yo Hitoto          | Miyako Saotome       |
| Kimiko Yo          | Toyo Taiga           |
| Seishiro Kato      | Makoto Taiga (joven) |
| Sakura Andō        | Gum-ko               |
| Tsuyoshi Ihara     | Kenta Zaô            |
| Ken Maeda          | Profesor             |
| Tomo Uchino        |                      |
| Tōru Baba          |                      |
| Hiroyuki Ōtsuki    |                      |
| Kimihiko Hasegawa  |                      |
| Ayano              |                      |
| Maho Yamada        |                      |
| Kōhei Watanabe     |                      |
| Takahiro Kuroishi  |                      |
| Chiemi Toi         |                      |
| Masato Hyûgaji     |                      |
| Ken Aoki           |                      |
| Suzu Natsume       |                      |
| Arisa Yoshizawa    |                      |
| Yuki Usaki         |                      |
| Reina Kobayashi    |                      |
| Tatsuya Nōmi       |                      |
| Seiju Umon         |                      |
| Kenji Yamauchi     |                      |
| Takahiro Hirano    |                      |
| Zuimaro Awashima   |                      |
| Makoto Kawai       |                      |
| Yui ItÅ            |                      |
| Marie Uno          |                      |

## Otros créditos
- Asistente del director: Fumiaki Kato.
- Colaboración en el guion: Miyuki Takahashi.
- Historia original: Ikki Kajiwara y Takumi Nagayasu.
- Producción musical: Oorong-Sha Co., Ltd.
- Coreografía: Papaya Suzuki.
- Diseñador de Producción (Arte): Yūji Hayashida.
- Decoración: Akira Sakamoto.
- Grabación de Sonido: Jun Nakamura.
- Efectos de sonido: Kenji Shibasaki.
- Iluminación: Yoshi Watabe.
- Efectos visuales y gráficos: OLM.
- Coordinadores de acción: Keiji Tsujii y Masayoshi Deguchi.
- Producción cinematográfica: Toei Labo Tech Co. Ltd.
- Estudio: Kadokawa Daiei Studio.
- Productores Ejecutivos: Shinichiro Inoue y Yasushi Shiina.
- Productor asociado: Tomomi Ishiwata (K Dash)
- Productor de línea: Tomoyuki Imai.
- Planificación: Tsutomu Tsuchikawa y Hidehiro Ito.
- Productores: Takayuki Sugisaki, Masamitsu Washizu, Misako Saka, Mika Yamazaki.
- Cooperación en materia de planificación: Atsuko Takamori y Fukuko Nagayasu.
- Cooperación especial: Hisao Maki.
- Compañía productora: Excellent Films y OLM.

## Producción
El rodaje se llevó a cabo en las localizaciones japonesas de Odawara, Shibuya, Shinjuku, Tochigi y Toshima.

## Lanzamiento
For Love's Sake se estrenó el 21 de mayo de 2012 en la sección Proyecciones a medianoche del 65.° Festival Internacional de Cine de Cannes de Francia,y el 16 de junio de 2012 en los cines de Japón. En sus dos primeros días de estreno, la película debutó en el puesto 11 en el ranking de asistencia.En España se estrenó el 4 de octubre de 2012 en el Festival de Cine de Sitges, dentro del ciclo Nuevas visiones. 

El 2 de noviembre de 2012 se publicó en DVD y Blu-ray en Japón. Editado por Kadokawa Shōten y distribuido por Happinet. Ambas ediciones contenían dos discos.
- Disco 1: Disco principal (película)
  - Anuncio especial, tráiler y anuncio de televisión.
- Disco 2: Disco adicional (DVD) (aprox. 92 min.)
  - Making of Ai to Makoto (35 min.)
  - Especial de estreno en cines (Una disección exhaustiva de la película "Ai to Makoto" SP)
  - Colección de eventos.
- Bonus limitado: estuche exterior y postal.

El 10 de junio de 2013 fue lanzada una versión en DVD y Blu-ray con subtítulos en inglés, para el mercado fuera de Japón.Distribuida por Third Window Films.

## Recepción
Panos Kotzathanasis, en una reseña para Asian Movie Pulse, escribió: «La película es una muestra clara de las adaptaciones de manga que Miike ha estado realizando sin parar durante los últimos 10 años (más o menos) y una película muy entretenida que definitivamente satisfará a todos los fanáticos de su segunda etapa. Sin embargo, es necesario tolerar, o mejor aún, disfrutar del absurdo».
En una reseña de Katanas y colegialas comentan que: «Una película divertida como ninguna, eso si, para los que estén dispuestos a reírse de la película en sí y aceptan todo lo que nos proponga Takashi Miike. Una rareza conceptual que bebe de muchas fuentes y las mezcla en algo muy disfrutable para los más japonéfilos, y para todos los amantes del cine sin reparos y un poco loco».

## Banda sonora
Además de la banda sonora creada por Takeshi Kobayashi, la película contó con dos temas musicales:
- Tema principal: Michi Annai / Ai To Makoto No Fantasia (道案内/愛と誠のファンタジア, traducción literal: Direcciones/Fantasía de amor y sinceridad?), a cargo de la cantante Yo Hitoto (一青 窈, Hitoto Yō?), que también aparece en la película. Lanzada el 6 de junio de 2012 por For Life Records.[12]
- Tema final: Waratte kure yo (笑っててくれよ, traducción literal: Sigue sonriendo?), a cargo del grupo de rock japonés Kariyushi58 (かりゆし58?), lanzada en 13 de junio de 2012 por LD&K inc.[13]

El 6 de junio de 2012 se lanzó la banda sonora original de la película, titulada: Ai to Makoto orijinaru saundotorakku (「愛と誠」オリジナル・サウンドトラック?), que reunía las canciones que se interpretan en ella.

## Reconocimientos
- 36.º Premios de la Academia Japonesa
  - Mejor actor revelación: Emi Takei
- 86.º Kinema Junpō
  - Mejor actriz de reparto: Sakura Andō
- 67.º Premios de cine de Mainichi
  - Mejor actriz de reparto: Sakura Andō
- 37.º Hochi Film Awards
  - Mejor actriz de reparto: Sakura Andō
- 25.º Nikkan Sports Film Award
  - Mejor revelación: Emi Takei
- 24.º Premio de Cine Fumiko Yamaji
  - Mejor actriz revelación: Emi Takei
- 17.º Japan Internet Film Awards
  - Mejor actriz de reparto: Sakura Andō
- 34.º Yokohama Film Festival
  - Mejor actriz de reparto: Sakura Andō
- Art Encouragement Prize for New Artists
  - Categoría de película: Sakura Andō
- Japan Action Awards
  - Premio a la excelencia en el mejor truco: escena de Gum-ko
  - Premio a la excelencia al mejor actor de acción: Satoshi Tsumabuki
  - Premio a la Excelencia en la Mejor Película de Acción
- 37.º Premios Élan d'Or
  - Mejor actriz revelación: Emi Takei

## Manga
La película está basada en un manga japonés de estilo Gekiga, escrito por Ikki Kajiwara e ilustrado por Takumi Nagayasu. Se serializó en la revista Shūkan Shōnen Magazine de Kodansha, desde 1973 hasta 1976.Finalmente se publicaron un total de 16 volúmenes por Kodansha Comics, y posteriormente se volvió a publicar en varios formatos distintos: Kodansha Manga Bunko (16 volúmenes), Kodansha Comics Special (13 volúmenes) y Kodansha Comics Deluxe (10 volúmenes).

## Otras adaptaciones
El Manga For Love's Sake (愛と誠, Ai to Makoto?) ya se había adaptado a imagen real (Live-Action) en otras ocasiones. Se adaptó a un drama radiofónico y a una serie de televisión en 1974, además de a tres películas en los años 1974, 1975 y 1976.
- Seishun rajio gekiga ai to Makoto (青春ラジオ劇画・愛と誠, traducción literal: Radioteatro juvenil: Amor y sinceridad?) drama radiofónico emitido del 8 de abril de 1974 hasta el 4 de octubre de 1974 por Nippon Broadcasting System.
- The Legend of Love & Sincerity (愛と誠, Ai to Makoto?) película dirigida por Shigeyuki Yamane y estrenada el 13 de julio de 1974.[17]
- Jun-ai sanga: Ai to makoto (純愛山河 愛と誠, traducción literal: Amor Puro Montañas y Ríos Amor y Sinceridad?) serie de televisión dirigida por Shûji Gotô, Genshirô Nakanishi, Masayoshi Nemoto y Takashi Nomura. Emitida desde el 4 de octubre de 1974 hasta 28 de marzo de 1975, por Tokyo Channel 12 (ahora TV Tokio), con un total de 26 episodios.[18]
- The Legend of Love & Sincerity: Continuation (続・愛と誠, Zoku: Ai to makoto?) película dirigida por Shigeyuki Yamane y estrenada el 15 de marzo de 1975.[19]
- The Legend of Love & Sincerity: Conclusion (愛と誠・完結篇, Ai to makoto: Kanketsu-hen?) película dirigida por Hideo Nanbu y estrenada el 23 de septiembre de 1976.[20]